# Grand Prix Abú Zabí 2021
Grand Prix Abú Zabí 2021 (oficiálně Formula 1 Etihad Airways Abu Dhabi Grand Prix 2021) se jela na okruhu Yas Marina, v emirátu Abú Zabí ve Spojených arabských emirátech dne 12. prosince 2021. Závod byl dvacátým-druhým a zároveň posledním v pořadí v sezóně 2021 šampionátu Formule 1.

## Kvalifikace
| Poř.                       | No. | Jezdec             | Konstruktér               | Časy v kvalifikaci | Časy v kvalifikaci | Časy v kvalifikaci | Pořadí na startu |
| Poř.                       | No. | Jezdec             | Konstruktér               | Q1                 | Q2                 | Q3                 | Pořadí na startu |
| -------------------------- | --- | ------------------ | ------------------------- | ------------------ | ------------------ | ------------------ | ---------------- |
| 1                          | 33  | Max Verstappen     | Red Bull Racing-Honda     | 1:23.322           | 1:55.347           | 1:22.109           | 1                |
| 2                          | 44  | Lewis Hamilton     | Mercedes                  | 1:22.845           | 1:23.145           | 1:22.480           | 2                |
| 3                          | 4   | Lando Norris       | McLaren-Mercedes          | 1:23.553           | 1:23.256           | 1:22.931           | 3                |
| 4                          | 11  | Sergio Pérez       | Red Bull Racing-Honda     | 1:23.350           | 1:23.135           | 1:22.947           | 4                |
| 5                          | 55  | Carlos Sainz Jr.   | Ferrari                   | 1:23.624           | 1:23.174           | 1:22.992           | 5                |
| 6                          | 77  | Valtteri Bottas    | Mercedes                  | 1:23.117           | 1:23.246           | 1:23.036           | 6                |
| 7                          | 16  | Charles Leclerc    | Ferrari                   | 1:23.467           | 1:23.202           | 1:23.122           | 7                |
| 8                          | 22  | Júki Cunoda        | AlphaTauri-Honda          | 1:23.428           | 1:23.404           | 1:23.220           | 8                |
| 9                          | 31  | Esteban Ocon       | Alpine-Renault            | 1:23.764           | 1:23.420           | 1:23.389           | 9                |
| 10                         | 3   | Daniel Ricciardo   | McLaren-Mercedes          | 1:23.829           | 1:23.448           | 1:23.409           | 10               |
| 11                         | 14  | Fernando Alonso    | Alpine-Renault            | 1:23.846           | 1:23.460           |                    | 11               |
| 12                         | 10  | Pierre Gasly       | AlphaTauri-Honda          | 1:23.489           | 1:24.043           |                    | 12               |
| 13                         | 18  | Lance Stroll       | Aston Martin-Mercedes     | 1:24.061           | 1:24.066           |                    | 13               |
| 14                         | 99  | Antonio Giovinazzi | Alfa Romeo Racing-Ferrari | 1:24.118           | 1:24.251           |                    | 14               |
| 15                         | 5   | Sebastian Vettel   | Aston Martin-Mercedes     | 1:24.225           | 1:24.305           |                    | 15               |
| 16                         | 6   | Nicholas Latifi    | Williams-Mercedes         | 1:24.338           |                    |                    | 16               |
| 17                         | 63  | George Russell     | Williams-Mercedes         | 1:24.423           |                    |                    | 17               |
| 18                         | 7   | Kimi Räikkönen     | Alfa Romeo Racing-Ferrari | 1:24.779           |                    |                    | 18               |
| 19                         | 47  | Mick Schumacher    | Haas-Ferrari              | 1:24.906           |                    |                    | 19               |
| 20                         | 9   | Nikita Mazepin     | Haas-Ferrari              | 1:25.685           |                    |                    | 20               |
| 107% času vítěze: 1:28.644 |     |                    |                           |                    |                    |                    |                  |
| Zdroj:                     |     |                    |                           |                    |                    |                    |                  |

## Závod
| Poř.                                                                             | No. | Jezdec             | Konstruktér               | Počet kol | Čas/Odstoupení | Pořadí na startu | Body |
| -------------------------------------------------------------------------------- | --- | ------------------ | ------------------------- | --------- | -------------- | ---------------- | ---- |
| 1                                                                                | 33  | Max Verstappen     | Red Bull Racing-Honda     | 58        | 1:30:17.345    | 1                | 26   |
| 2                                                                                | 44  | Lewis Hamilton     | Mercedes                  | 58        | +2.256         | 2                | 18   |
| 3                                                                                | 55  | Carlos Sainz Jr.   | Ferrari                   | 58        | +5.173         | 5                | 15   |
| 4                                                                                | 22  | Júki Cunoda        | AlphaTauri-Honda          | 58        | +5.692         | 8                | 12   |
| 5                                                                                | 10  | Pierre Gasly       | AlphaTauri-Honda          | 58        | +6.531         | 12               | 10   |
| 6                                                                                | 77  | Valtteri Bottas    | Mercedes                  | 58        | +7.463         | 6                | 8    |
| 7                                                                                | 4   | Lando Norris       | McLaren-Mercedes          | 58        | +59.200        | 3                | 6    |
| 8                                                                                | 14  | Fernando Alonso    | Alpine-Renault            | 58        | +1:01.708      | 11               | 4    |
| 9                                                                                | 31  | Esteban Ocon       | Alpine-Renault            | 58        | +1:04.026      | 9                | 2    |
| 10                                                                               | 16  | Charles Leclerc    | Ferrari                   | 58        | +1:06:057      | 7                | 1    |
| 11                                                                               | 5   | Sebastian Vettel   | Aston Martin-Mercedes     | 58        | +1:07.527      | 15               |      |
| 12                                                                               | 3   | Daniel Ricciardo   | McLaren-Mercedes          | 57        | +1 kolo        | 10               |      |
| 13                                                                               | 18  | Lance Stroll       | Aston Martin-Mercedes     | 57        | +1 kolo        | 13               |      |
| 14                                                                               | 47  | Mick Schumacher    | Haas-Ferrari              | 57        | +1 kolo        | 19               |      |
| 15                                                                               | 11  | Sergio Pérez       | Red Bull Racing-Honda     | 55        | Tlak oleje     | 4                |      |
| Ret                                                                              | 6   | Nicholas Latifi    | Williams-Mercedes         | 50        | Nehoda         | 16               |      |
| Ret                                                                              | 99  | Antonio Giovinazzi | Alfa Romeo Racing-Ferrari | 33        | Hydraulika     | 14               |      |
| Ret                                                                              | 63  | George Russell     | Williams-Mercedes         | 26        | Převodovka     | 17               |      |
| Ret                                                                              | 7   | Kimi Räikkönen     | Alfa Romeo Racing-Ferrari | 25        | Brzdy          | 18               |      |
| Nejrychlejší kolo: Max Verstappen (Red Bull Racing-Honda) – 1:26.103 (v kole 39) |     |                    |                           |           |                |                  |      |
| Zdroj:                                                                           |     |                    |                           |           |                |                  |      |

Poznámky
1. ↑  Max Verstappen získal jeden bod za zajetí nejrychlejšího kola.
2. ↑  Sergio Pérez odstoupil ze závodu, ale byl klasifikován, protože odjel více než 90 % délky závodu.

## Konečné pořadí po závodě
Pohár jezdců
|        | Pořadí | Jezdec           | Body  |
| ------ | ------ | ---------------- | ----- |
|        | 1      | Max Verstappen   | 395,5 |
|        | 2      | Lewis Hamilton   | 387,5 |
|        | 3      | Valtteri Bottas  | 226   |
|        | 4      | Sergio Pérez     | 190   |
| 1      | 5      | Carlos Sainz Jr. | 164,5 |
| Zdroj: |        |                  |       |

Pohár konstruktérů
|        | Pořadí | Konstruktér      | Body  |
| ------ | ------ | ---------------- | ----- |
|        | 1      | Mercedes         | 613,5 |
|        | 2      | Red Bull-Honda   | 585,5 |
|        | 3      | Ferrari          | 323,5 |
|        | 4      | McLaren–Mercedes | 275   |
|        | 5      | Alpine–Renault   | 155   |
| Zdroj: |        |                  |       |